# Halveti
Die Halveti-Tariqa (arabisch: Chalwati bzw. Khalvati) ist ein mystischer Sufi-Orden. Ihr Gründer ist Pir Umar Halveti (Abu Abdallah Siradschuddin Umar Ibn Akmaluddin al-Lahdschi al-Chalwati; † 748 H/1347 AD). Von Umar Halveti lässt sich die spirituelle Kette (arabisch Silsila) über  Zahed Gilani, Suhrawardi, Dschunayd Baghdadi, Hasan al-Basri und ʿAlī ibn Abī Tālib bis zum Propheten Mohammed zurückverfolgen. Der Orden wurde in Herat im heutigen Afghanistan gegründet.

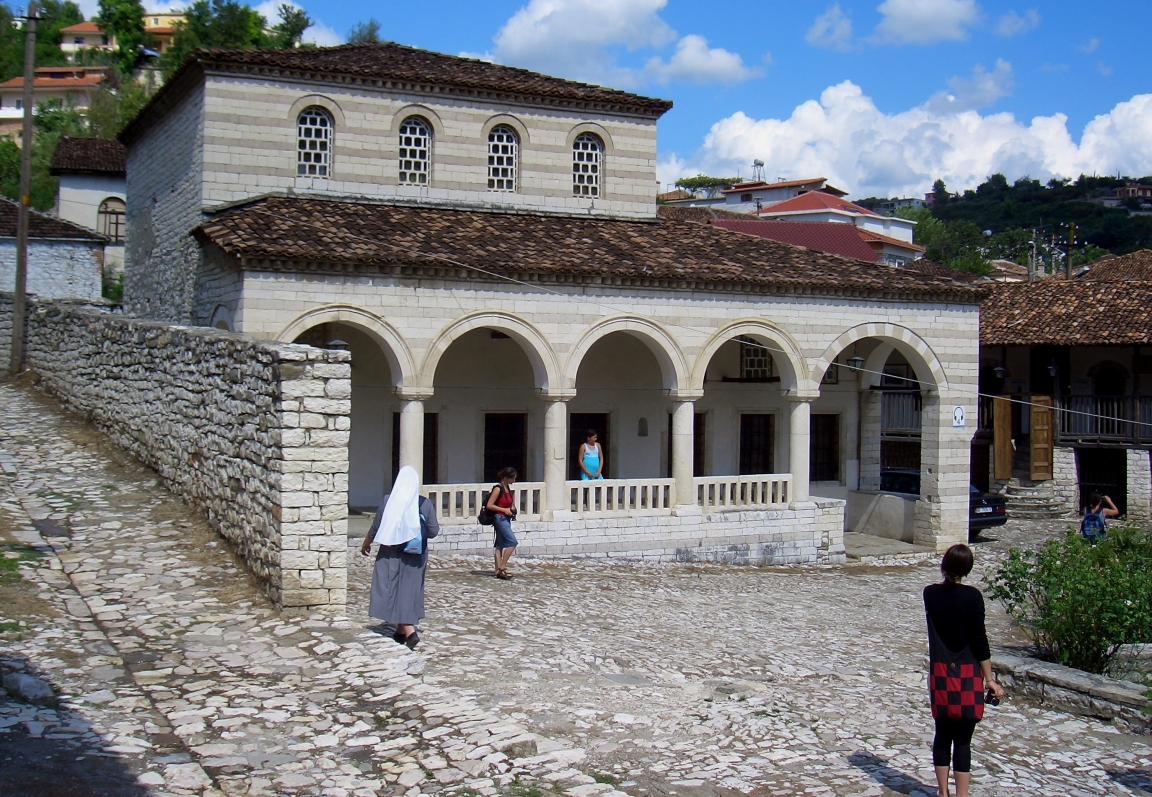
Gebäude der ehemaligen Halveti-Tekke von Berat

Der Begriff Halvet (arab. Chalwat) wird bei den Sufis im Zusammenhang mit „Rückzug ins Gebet“ und „Andacht“ verwendet. Die Form Halveti bezeichnet jemanden, der Halvet praktiziert.
Sufi-Orden waren im Osmanischen Reich eine Massenbewegung und eng verbunden mit Handwerker- und Händlerzünften (Akhi oder Futuwa).

## Gründung
Schon während der Zeit Scheichs Sayyid Yahya Schirvani († 1457/58 in Baku), dem direkten Nachfolger Pir Umar Halvetis, wuchs die Zahl der Derwische beträchtlich. Yahya Shirvanis Stellvertreter verbreiteten die Tariqa dann über die gesamte muslimische Welt, vor allem in Anatolien und auf dem Balkan erfuhr sie einen starken Zulauf.
Mit der Zeit entstanden vier große Zweige:
- die Dschamalis, gegründet von Dschamal Chalwati († 899 H/1493 AD), auch bekannt unter dem Namen „Chelebi Khalifa“.
- die Ahmadis, gegründet von Ahmad Shamsuddin Marmaravi († 910 H/1504 AD).
- die Ruschanis, gegründet von Dede Umar Ruschani († 892 H/1486-1487 AD in Täbris).
- die Sivasis (oder auch Schamsis), gegründet von Schamsuddin Ahmad Sivasi († 1006 H/1597-1598 AD in Sivas).

## Entwicklung
Innerhalb der vier Richtungen kam es zu zahlreichen weiteren Abspaltungen, am Ende des 19. Jahrhunderts bestand die Halveti-Tariqa aus etwa 50 verschiedenen Bruderschaften, wobei jede einzelne nach unterschiedlichen Ansichten als Teil der Halveti-Tariqa oder für eigenständige Orden gehalten werden. In ihren Glaubensgrundlagen und Dhikr-Zeremonien entsprechen sie sich. Der Halveti-Tariqa gehören auch eine Anzahl nennenswerter Osmanen an, darunter 15 Sultane, sowie der Historiker Ahmed Cevdet Pascha aus dem 19. Jahrhundert († 1825). Das soll aber nicht bedeuten, dass es sich hierbei um eine Tariqa der gebildeten Elite handelt. Vielmehr stammt eine Menge der damaligen Derwische aus allen erdenklichen gesellschaftlichen Schichten. Nach einer Studie aus dem 19. Jahrhundert gab es in Istanbul zu jener Zeit 89 Halveti-Tekkes, verglichen mit 22 Naqschbandi-, fünf Mevlevi- und drei Schadhili-Tekkes.
Im europäischen Teil des Osmanischen Reiches waren die Halveti-Derwische in allen Provinzen mit starker muslimischer Bevölkerung vertreten. So unterhielten sie Tekkes in Sarajewo, Skopje und im albanischen Berat.
Neben dem Orden der Bektaschi spielte die Bruderschaft der Halveti z. B. im heutigen Kosovo eine tragende Rolle bei der Entwicklung der Städte und des Handwerks unter der Herrschaft der Osmanen.

## Situation heute

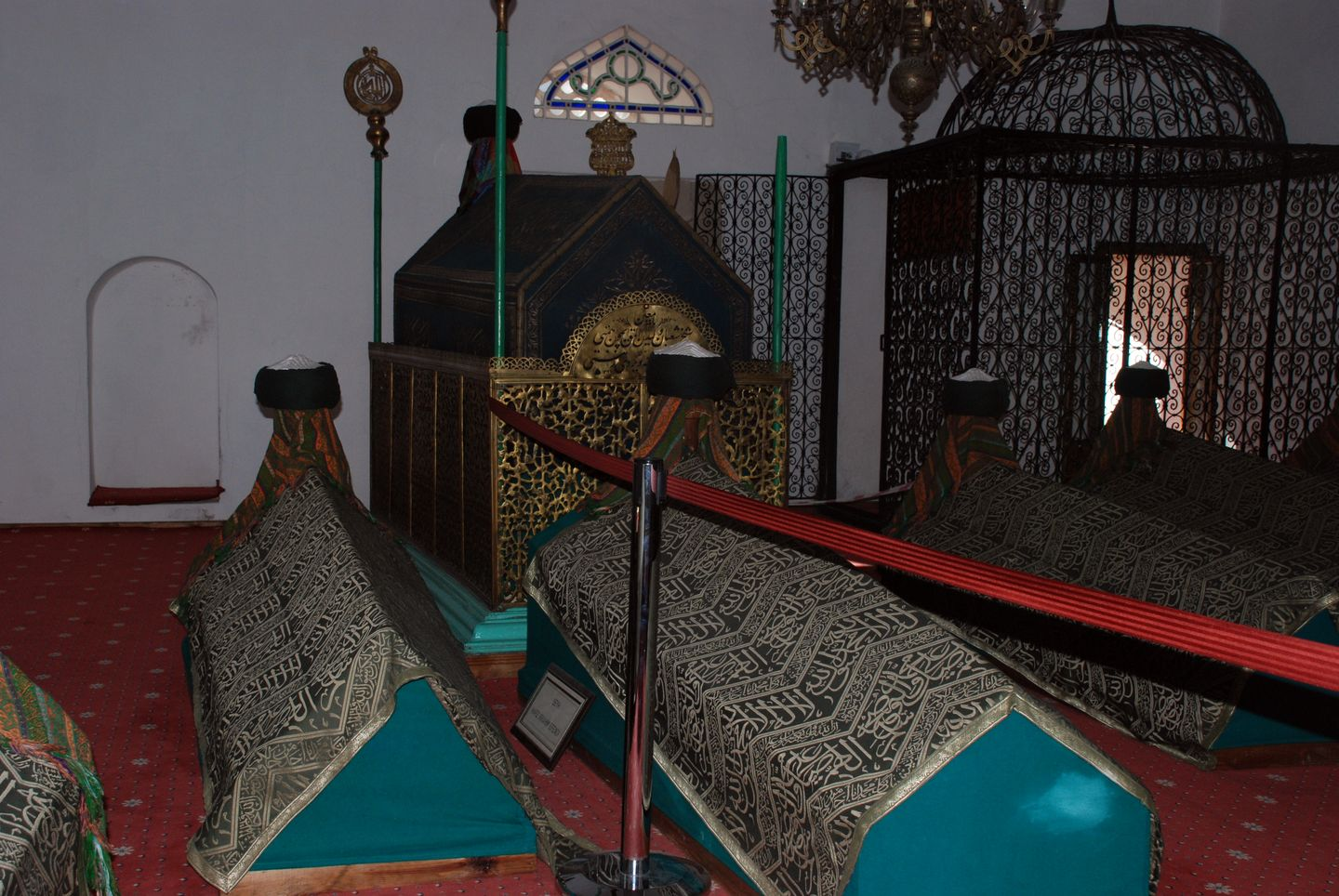
Pir Scheich Schaban-i Veli Türbe in Kastamonu

In der heutigen Türkei sind trotz des offiziellen Verbots durch den Staatsgründer Mustafa Kemal Atatürk im Jahr 1925, Derwischzentren zu unterhalten, noch immer drei Halveti-Zweige aktiv: die Schabanis, die Dscherrahis und die Uschschakis. Die Anzahl der Derwische dieser drei Gruppen ist größer als die jeder anderen Tariqa zu Beginn des 21. Jahrhunderts. In Kastamonu wird in einer Türbe auf dem Gelände der Halveti-Tekke der 1568/69 verstorbene Pir Şeyh Şaban-i Veli verehrt.
Die Halveti-Tariqa ist auch die größte der noch heute aktiven Tariqas auf dem Balkan (z. B. Hayati-Halveti in Nordmazedonien).